# Zhijiang
Pour les articles homonymes, voir Zhijiang (homonymie).
Zhijiang (枝江 ; pinyin : Zhījiāng) est une ville de la province du Hubei en Chine. C'est une ville-district placée sous la juridiction de la ville-préfecture de Yichang.

## Démographie
La population du district était de 512 611 habitants en 1999.

## Transport
Le métro de Yichang qui est en planification devrait desservir cette ville dans sa version la plus lointaine de la planification.